# Ochsenfeld

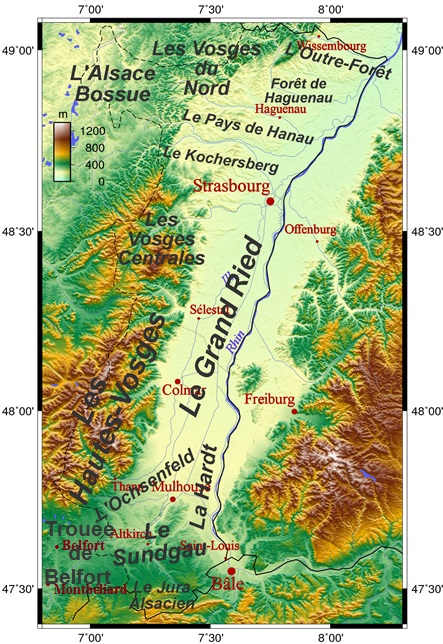
Carte de l'Alsace permettant de localiser l'Ochsenfeld

L'Ochsenfeld (le champ aux bœufs en allemand) est une plaine situé dans le sud de l'Alsace, dans le Haut-Rhin. La plaine de l'Ochsenfeld s'étend depuis la sortie de la vallée de Thann (Thur) à l'ouest jusqu'à la Hardt (après Mulhouse) à l'Est, et du Sundgau au sud jusqu'à Ensisheim au nord. L'Ochsenfeld est le nom donné à la région naturelle de Mulhouse.
Cette plaine est appelée ainsi car elle était au Moyen Âge entièrement dévolue à l'élevage bovin, et de nombreuses grandes foires y avaient lieu. Avec l'évolution des techniques agricoles, l'Ochsenfeld est devenue une terre de culture.
La partie Nord-Est de l'Ochsenfeld est occupée par le massif forestier du Nonnenbruch.
L'Ochsenfeld est également le nom d'un lieu-dit situé entre Cernay (Thann) et Wittelsheim dans département du Haut-Rhin. C'est le lieu où ont été retrouvés les restes archéologiques de la Bataille de l'Ochsenfeld qui opposa les Romains et les Germains dans le combat le plus acharné de l'époque.

## Aspect légendaire
Selon la légende, la bataille de l'Ochsenfeld aurait été indirectement à l'origine de la création de la ville de Mulhouse.
Auguste Stoeber signale que l'Ochsenfeld est parfois assimilé (par Schoepflin notamment) au Champ du mensonge (en latin : Campus mentitus), bien que d'autres auteurs le situent près de Colmar, Rouffach ou Sigolsheim. Diverses légendes concernent ce Champ du mensonge : on dit que les armées des fils maudits de Louis le Pieux, qui trahirent leur père en 833, y gisent dans d'immenses galeries souterraines. On y entendrait souvent la nuit un cliquetis d'armes, et les piétons attardés s'y verraient parfois accompagnés de guerriers en armures, se plaignant de leur sort.
Une autre légende parle d'un rocher au milieu de l'Ochsenfeld appelé le Bibelstein, sous lequel reposerait vivant l'empereur Frédéric Barberousse ; en appliquant l'oreille contre la pierre, on pourrait entendre sa barbe pousser. (Cette légende a été transposée d'une légende allemande, sans doute parce que Barberousse avait d'abord été duc de Souabe et d'Alsace).

## Littérature
- M. Ingold: L'Ochsenfeld, ses antiquités, ses traditions, Impr. de Vve-Berger-Levrault, 1862